# Atrasentan
Atrasentan je eksperimentalni lek koji se ispituje kao mogući tretman za razne tipove raka, među kojima je i rak pluća ne-malih ćelija.
On je antagonist endotelinkog receptora‎‎ selektivan za tip A (ETA). Dok drugi lekovi ovog tipa (sitaksentan, ambrisentan) iskorištavaju vazokonstriktivna svojstva endotelina i uglavnom se koriste za lečenje plućne arterijske hipertenzije, atrasentan blokira endotelinom indukovanu ćelijsku proliferaciju.

## Literatura
1. ↑  „Atrasentan, entry in the public domain NCI Dictionary of Cancer Terms”. Архивирано из оригинала 10. 05. 2009. г. Приступљено 31. 05. 2011.
2. ↑  Chiappori, AA; Haura, E; Rodriguez, FA; Boulware, D; Kapoor, R; Neuger, AM; Lush, R; Padilla, B; Burton, M (1. 03. 2008). „Phase I/II Study of Atrasentan, an Endothelin A Receptor Antagonist, in Combination with Paclitaxel and Carboplatin as First-Line Therapy in Advanced Non–Small Cell Lung Cancer”. Clinical Cancer Research. 14 (5): 1464—1469. PMID 18316570. doi:10.1158/1078-0432.CCR-07-1508.

## Spoljašnje veze
|  | Molimo Vas, obratite pažnju na važno upozorenje u vezi sa temama iz oblasti medicine (zdravlja). |